# SV Borussia 09 Welzow
SV Borussia 09 Welzow is een Duitse voetbalclub uit Welzow in de deelstaat Brandenburg.

## Geschiedenis
De club werd in 1909 opgericht en speelde tot 1933 in de competities van de Brandenburgse voetbalbond en de arbeidersbond. Na de machtsgreep van de NSDAP in 1933 werden alle arbeidersclubs ontbonden.
In 1945 werd de club heropgericht als SG Welzow. In 1949 werd de naam ZSG Welzow en in 1951 werd de club een BSG onder de naam BSG Aktivist Welzow. Vanaf 1952 speelde de club in de Bezirksliga Cottbus dat de derde klasse was. Vanaf 1956 was het de vierde klasse. In 1958 promoveerde de club naar de II. DDR-Liga, die echter een maatje te groot was voor de club.
De club speelde nog met korte onderbrekingen tot 1973 in de Bezirksliga, maar zonk dan weg in de anonimiteit. Na de Duitse hereniging werd opnieuw de historische naam aangenomen.